# Heinrich Leopold von Reichenbach-Goschütz
Heinrich Leopold Graf von Reichenbach-Goschütz (* 23. Dezember 1768 in Festenberg, Herzogtum Oels; † 20. Mai 1816 in Goschütz, Provinz Schlesien) war Generallandschaftspräsident von Schlesien.

## Leben
Heinrich Leopold von Reichenbach-Goschütz wurde als ältester Sohn und sechstes Kind des Generalerbpostmeisters von Schlesien, Heinrich Graf von Reichenbach-Goschütz (1731–1790), Freier Standesherr auf Goschütz, und der Charlotte Auguste Prinzessin von Schwarzburg-Sondershausen (1732–1774) geboren. Er gehörte damit zu einer der bedeutendsten und einflussreichsten protestantischen schlesischen Magnatenfamilien. Sein jüngerer Bruder war der preußische Oberstleutnant Christoph Graf von Reichenbach-Goschütz.
Heinrich Leopold von Reichenbach-Goschütz war ein konservativer, dem preußischen Staat und seiner schlesischen Heimat verpflichteter Politiker. Nachdem er seinem 1790 verstorbenen Vater als Freier Standesherr in Goschütz und in dessen erblicher Würde als Generalerbpostmeister in Schlesien gefolgt war, beschränkte sich seine Tätigkeit nicht auf die Verwaltung seines umfangreichen Grundbesitzes und der Wahrnehmung seiner Postmeisterpflichten. Zudem war er Königlich preußischer Geheimer Legationsrat. Als Freier Standesherr war er Mitglied in der ständischen Selbstverwaltung Schlesiens und übernahm das Amt des Präsidenten der Generallandschaft Schlesiens.
Nachdem eine gewählte gesamtpreußische Nationalrepräsentation für Frühjahr 1812 nach Berlin berufen worden war, sollte „dem zum National-Repraesentanten der Niederschlesischen Ritterguthsbesitzer gewählten Grafen von Reichenbach auf Goschütz“ bald eine besondere Rolle zukommen. Schon Mitte November 1813 wurde er von König Friedrich Wilhelm III. für die im Februar beginnende zweite Sitzungsperiode dieser Versammlung zu ihrem Präsidenten ernannt, da der bisherige Präsident, Friedrich Graf von Hardenberg, am Befreiungskriege gegen Napoleon teilnahm. Das Präsidentenamt von Reichenbach-Goschütz dauerte mit 41 Sitzungen allerdings nur bis Ende Juni 1814, da Hardenberg bald zurückkehrte und ab Juli des Jahres wieder als Präsident eingeführt wurde.
Als protestantischer Adliger war er außerdem Rechtsritter des Johanniterordens.

### Familie
Heinrich Leopold Graf von Reichenbach-Goschütz heiratete am 28. Juni 1793 die Gräfin Johanna zu Solms-Baruth (1776–1840). Er hatte mit ihr mehrere Kinder, darunter:
- Heinrich Christian Carl Ludwig (* 10. April 1794; † 19. August 1794)
- Charlotte Henriette Luise Elisa (* 31. August 1795; † 4. Dezember 1871) ⚭ Heinrich Joachim Christoph Graf von Reichenbach-Goschütz (* 30. Dezember 1772; † 27. Dezember 1845)
- Henriette Luise Adelheid (* 24. Februar 1797; † 2. Oktober 1869) ⚭  Graf Heinrich Carl von Reichenbach-Goschütz (* 13. Juli 1787; † 30. Juni 1825)
- Heinrich Gustav Gottlob (* 24. September 1801; † 18. September 1869), Mitglied des Preußischen Herrenhauses ⚭ Gräfin Adelheid Constanze von Schlippenbach (* 19. Juni 1803; † 26. November 1888)
- Henriette Charlotte Mathilde (* 15. Februar 1799; † 10. April 1858)[5][6]

⚭ 2. Oktober 1816 (geschieden) Graf Kurt von Götzen auf Ellguth (* 16. Juli 1791; † 5. Februar 1863) (Sohn von Friedrich Wilhelm von Götzen der Ältere)
⚭ 11. Juni 1831 (geschieden 6. Oktober 1846) Fürst Hermann Anton von Hatzfeldt (* 2. Oktober 1808; † 20. Juli 1874), Generallandschaftsdirektor, Mitglied des Preußischen Herrenhauses (Sohn von Franz Ludwig von Hatzfeldt)